# Chazelles-sur-Lyon
Chazelles-sur-Lyon – miejscowość i gmina we Francji, w regionie Owernia-Rodan-Alpy, w departamencie Loara.
Według danych na rok 1990 gminę zamieszkiwało 4 895 osób, a gęstość zaludnienia wynosiła 234 osoby/km² (wśród 2880 gmin regionu Rodan-Alpy Chazelles-sur-Lyon plasuje się na 176. miejscu pod względem liczby ludności, natomiast pod względem powierzchni na miejscu 464.).